# 吉井光照
吉井 光照（よしい みつてる、1931年1月4日 - 2017年1月18日）日本の政治家。山口県防府市出身。山口県立防府高等学校卒業。元衆議院議員（4期）。

## 経歴
- 1931年（昭和6年）1月4日、山口県防府市に生まれる。実家は荒物店経営。
- 1967年（昭和42年）、防府市議会議員選挙に当選。
- 1971年（昭和46年）、山口県議会議員選挙（下関市区）に当選。以後連続3期当選。
- 1979年（昭和54年）10月7日、第35回衆議院議員総選挙山口2区で初当選。
- 1980年（昭和55年）6月22日、第36回衆議院議員総選挙山口2区で落選。
- 1983年（昭和58年）12月18日、第37回衆議院議員総選挙山口2区で2選、4年ぶりに返り咲く。
- 1986年（昭和61年）7月6日、第38回衆議院議員総選挙山口2区で3選。
- 1990年（平成2年）2月18日、第39回衆議院議員総選挙山口2区で4選。
- 1993年の衆院解散で引退。以後の地盤は桝屋敬悟が継いだ。
- 2017年 （平成29年）1月18日、逝去。享年86[1]。

## 人物
党派を超えた人気があり、今も「山口県の公明党を築いた立役者」の評価を受ける。